# Карагайлинский горно-обогатительный комбинат
Карагайли́нский горно-обогатительный комбинат (каз. Қарағайлы кен байыту комбинаты) — казахстанское предприятие-производитель полиметаллического сырья, градообразующее предприятие посёлка Карагайлы Карагандинской области. Сырьевая база предприятия — Карагайлинское месторождение, рудники «Абыз» и «Акбастау» в Каркаралинском районе и «Кусмурун» в Аягозском районе ВКО. Входит в состав производственного объединения «Карагандацветмет» корпорации «Казахмыс».

## История
Горно-обогатительный комбинат был образован в 1952 году на базе Карагайлинского барит-полиметаллического месторождения, известного с 1896 года. В период с 1952 по 1969 годы именовался свинцово-цинковым рудником, с 1969 года современное название. В 1954 году при ГОКе был основан посёлок Карагайлы. В 1965 году была проложена железнодорожная ветка от станции Солонички (ныне Кокпекты) до комбината. В 1977-м введена в эксплуатацию обогатительная фабрика № 2.
После распада СССР оказались разорваны производственные связи и, в 1990 годах, работа ГОКа была приостановлена. В 2003 году перешёл в собственность корпорации «Казахмыс». С 2004 по 2006 годы компанией проводилась реконструкция комбината для переработки медно-цинковых руд с месторождений «Абыз» и «Кусмурун». В апреле 2006 года было образовано производственное объединение «Карагандацветмет», объединившее Карагайлинский ГОК, рудники «Нурказган», «Абыз» и «Кусмурун», угольный департамент «Борлы» (разрезы «Молодёжный» и Кушокинский), Карагандинский литейный завод и вспомогательные предприятия

## Описание
В состав комбината входили карьеры, две рудообогатительные фабрики, вспомогательные цеха — ремонтно-механический, автотранспортный, железнодорожный и электроцех, усреднительный склад и др. Разрабатывает Карагайлинское месторождение (пять участков — барит-полиметаллические и полиметаллические Главный, Дальний и Южный, полиметаллическо-редкоземельный Марининский, железо-марганцевый Максимовский). Фабрика № 1 перерабатывала медьсодержащие руды, фабрика № 2 — остальные руды.
Продукция комбината — свинцовый и цинковый концентраты, поставлялись на горно-металлургические предприятия страны — Усть-Каменогорский свинцово-цинковый и Лениногорский полиметаллический комбинаты. Также производятся медно-свинцовые промышленные продукты, товарная руда и баритовый концентрат. Последний используется на предприятиях нефтедобывающего сектора страны в качестве утяжелителя. Медно-цинковый концентрат поставляется на Балхашский горно-металлургический комбинат и Балхашский цинковый завод. После проведённой в 2004-06 годах реконструкции мощность обогатительной фабрики составила 1,5 млн тонн руды в год.